# Richard Henry Clarke

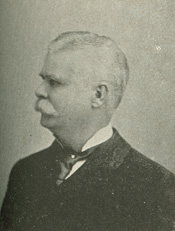
Richard Henry Clarke, 1896

Richard Henry Clarke (* 9. Februar 1843 in Dayton, Marengo County, Alabama; † 26. September 1906 in St. Louis, Missouri) war ein US-amerikanischer Rechtsanwalt und Politiker (Demokratische Partei).

## Werdegang
Richard Henry Clarke besuchte die Green Springs Academy und graduierte dann im Juli 1861 an der University of Alabama in Tuscaloosa. Während des Amerikanischen Bürgerkrieges diente er in der Konföderiertenarmee, wo er den Dienstgrad eines Lieutenants im 1. Bataillon der Alabama Artillerie bekleidete. Nach dem Krieg studierte er Jura, bekam 1867 seine Zulassung als Anwalt und fing dann in Dayton an zu praktizieren. Später zog er nach Demopolis (Alabama), wo er weiter als Anwalt tätig war. Clarke hatte zwischen 1872 und 1876 eine Stellung als Solicitor im Marengo County inne. Dann war er zwischen 1876 und 1877 Staatsanwalt am 7. Gerichtsbezirk von Alabama. Danach zog er nach Mobile (Alabama), wo er wieder seiner Tätigkeit als Anwalt nachging. Clarke wurde in den 51. US-Kongress gewählt und in die drei nachfolgenden US-Kongresse wiedergewählt. Er war im US-Repräsentantenhaus vom 4. März 1889 bis zum 3. März 1897 tätig. Clarke entschied sich gegen eine weitere Kandidatur für den US-Kongress, machte aber 1896 einen erfolglosen Anlauf um das Amt des Gouverneurs von Alabama. Danach ging er wieder seiner Tätigkeit als Anwalt nach. Clarke war er in den Jahren 1900 und 1901 Mitglied im Repräsentantenhaus von Alabama.
Richard Henry Clarke verstarb 1906 in St. Louis, sein Leichnam wurde dann nach Mobile überführt, wo er auf dem Magnolia Cemetery beigesetzt wurde.